# 可測関数
数学の、特に測度論の分野における可測関数（かそくかんすう、英: measurable function）とは、（積分論を展開する文脈として自然なものである）可測空間の間の、構造を保つ写像である。具体的に言えば、可測空間の間の関数が可測であるとは、各可測集合に対するその原像が可測であることを言う（これは位相空間の間の連続関数の定義の仕方と似ている）。
この定義は単純なようにも見えるが、σ-代数も併せて考えているということに特別な注意が払われなければならない。特に、関数 f: R → R がルベーグ可測であるといったとき、これは実際には {\displaystyle f\colon (\mathbb {R} ,{\mathcal {L}})\to (\mathbb {R} ,{\mathcal {B}})} が可測関数であることを意味する。すなわち、その定義域と値域は、同じ台集合上で異なる σ-代数を持つものを表している（ここで {\displaystyle {\mathcal {L}}} はルベーグ可測集合全体の成す σ-代数であり、{\displaystyle {\mathcal {B}}} は R 上のボレル集合族である）。結果として、ルベーグ可測関数の合成は必ずしもルベーグ可測とはならない。ただし任意のルベーグ可測関数 {\displaystyle f\colon (\mathbb {R} ,{\mathcal {L}})\to (\mathbb {R} ,{\mathcal {B}})} に対し f とほとんど至るところ一致するボレル可測関数　{\displaystyle g\colon (\mathbb {R} ,{\mathcal {B}})\to (\mathbb {R} ,{\mathcal {B}})}　が存在するので、ルベーグ測度0の集合上での違いを無視する文脈では可測関数同士の合成は再び可測関数となる。
慣例では、特に断りの無い限り、位相空間にはその開部分集合全体により生成されるボレル代数が与えられるものと仮定される。最もよくある場合だと、この空間として実数全体あるいは複素数全体からなる空間をとる。例えば、実数値可測関数とは、各ボレル集合の原像が可測となるような関数を言う。複素数値可測関数も同様に定義される。実用においては、ボレル集合族に関する実数値可測関数のみを指して可測関数という語を使用するものもある。関数の値が R や C の代わりに無限次元ベクトル空間に取られるのであれば、弱可測性やボホナー可測性などの、可測性に関する他の定義が用いられることが普通である。
確率論の分野において、σ-代数はしばしば、利用可能な情報すべてからなる集合を表し、ある関数（この文脈では確率変数）が可測であるとは、それが利用可能な情報に基づいて知ることの出来る結果（outcome）を表すことを意味する。対照的に、少なくとも解析学の分野においては、ルベーグ可測でない関数は一般に病的であると見なされる。

## 厳密な定義
{\displaystyle (X,\Sigma )} と {\displaystyle (Y,\mathrm {T} )} を可測空間、つまり X および Y はそれぞれ σ-代数 {\displaystyle \Sigma } および {\displaystyle \mathrm {T} } を備えた集合とする。関数
{\displaystyle f\colon X\to Y}
が可測であるとは、すべての {\displaystyle E\in \mathrm {T} } に対して {\displaystyle f^{-1}(E)\in \Sigma } が成り立つことを言う。この可測性の概念は、σ-代数 {\displaystyle \Sigma } および {\displaystyle \mathrm {T} } に依存する。そのことを強調するために、{\displaystyle f\colon X\to Y} が可測関数であるとき
{\displaystyle f\colon (X,\Sigma )\to (Y,\mathrm {T} )}
と書くことがある。
あるいは、{\displaystyle f} を {\displaystyle (\Sigma ,\mathrm {T} )}-可測ということがある。

## 特別な可測関数
- {\displaystyle (X,\Sigma )} および {\displaystyle (Y,\mathrm {T} )} がボレル空間であるなら、可測関数 {\displaystyle f\colon (X,\Sigma )\to (Y,\mathrm {T} )} はボレル可測関数または単にボレル関数とも呼ばれる。連続関数はボレル関数だが、必ずしもすべてのボレル函数が連続函数となるわけではない。しかしながら、可測関数はほとんど連続関数である; ルージンの定理（英語版）を参照されたい。ボレル関数がある写像 {\displaystyle Y{\stackrel {\pi }{{}\to {}}}X} の切断となるとき、それはボレル切断と呼ばれる。
- ルベーグ可測関数とは、{\displaystyle {\mathcal {L}}} をルベーグ可測集合族、{\displaystyle {\mathcal {B}}_{\mathbb {C} }} を複素数全体の成す集合 C  上のボレル集合族とするときの、可測関数 {\displaystyle f\colon (\mathbb {R} ,{\mathcal {L}})\to (\mathbb {C} ,{\mathcal {B}}_{\mathbb {C} })} を言う。ルベーグ可測関数は、被積分函数とすることができるという意味で、解析学において研究の興味の対象となる。
- 定義より、確率変数は標本空間上で定義される可測関数である。

## 可測関数の性質
- 二つの複素数値可測関数の和や積は、可測である[3]。ゼロによる除算が起こらない限りは、商についても同様のことが成立する[1]。

- 可測関数の合成は、可測である。すなわち、{\displaystyle f:(X,\Sigma _{1})\rightarrow (Y,\Sigma _{2})} および {\displaystyle g:(Y,\Sigma _{2})\rightarrow (Z,\Sigma _{3})} が可測関数であるなら、{\displaystyle g\circ f:(X,\Sigma _{1})\rightarrow (Z,\Sigma _{3})} も可測関数である[1]。ただし、導入部でのルベーグ可測関数についての議論に注意されたい。

- 実数値可測関数の可算列の（各点の）上限や下限、上極限および下極限は、すべて同様に可測である[1][4]。

- {\displaystyle Y} を距離空間とすると、各点収束する可測関数列 {\displaystyle f_{n}:X\to Y} の極限も可測である。この性質は、{\displaystyle Y} が距離空間でない一般の場合には正しいとは限らない（[5] の 125 および 126 ページを参照）。ここで、連続関数について同様のことが成り立つためには、各点収束よりも強い一様収束などの条件が必要とされることに注意されたい。

## 非可測関数
応用の場面で現れる実数値関数は、可測関数であることが多い。しかしながら、非可測関数を見つけることは難しいことではない。
- 距離空間に非可測集合が存在している限り、その空間上の非可測関数が存在する。{\displaystyle (X,\Sigma )} を可測空間とし、{\displaystyle A\subset X} が非可測集合（英語版）、すなわち、{\displaystyle A\not \in \Sigma } であるなら、指示関数 {\displaystyle 1_{A}:(X,\Sigma )\rightarrow \mathbb {R} } は、可測集合 {\displaystyle \{1\}} の原像が非可測集合 {\displaystyle A} であることから、非可測である。ここで、{\displaystyle \mathbb {R} } は通常どおりボレル代数を備えるものであり、{\displaystyle 1_{A}} は

{\displaystyle 1_{A}(x)={\begin{cases}1&{\text{ if }}x\in A\\0&{\text{ otherwise}}\end{cases}}}
によって与えられる。
- どのような非定数関数であっても、その定義域と値域に適切な {\displaystyle \sigma }-代数を備えることによって、非可測とすることが出来る。{\displaystyle f:X\rightarrow \mathbb {R} } を任意の非定数実数値関数としたとき、{\displaystyle X} に離散的でない代数 {\displaystyle \Sigma =\{0,X\}} が備えられるのであれば、{\displaystyle f} は非可測である。なぜならば、その値域の任意の点の原像は {\displaystyle X} の空でない真部分集合であり、したがって {\displaystyle \Sigma } に含まれないからである。